# زائفة شتوتزرية
زائفة شتوتزرية (الاسم العلمي: Pseudomonas stutzeri) هي نوع من البكتيريا تتبع جنس الزائفة من فصيلة الزوائف.